# Leonardo Bittencourt
Leonardo Bittencourt (Lipcse, 1993. december 19. –) brazil-francia származású német labdarúgó, a TSG 1899 Hoffenheim középpályása.

## Klubcsapatban
Pályafutását az Energie Cottbus csapatában kezdte. Az első csapatban 29-szer, a második csapatban 4-szer lépett pályára, mindkét helyen 2 gólt szerzett. 2012 és 2013 közt a Borussia Dortmund játékosa volt. A szezon végén BL-döntőbe jutó csapatban 5 meccsen 1 gólt lőtt, a tartalékcsapatban 12 meccsen játszott. 2013 óta a Hannover 96 játékosa.

## Válogatottban
Szerepelt a német U19-es és U21-es válogatottban.

## Magánélete
Édesapja Franklin Bittencourt, korábbi brazil labdarúgó. Leonardo édesapja németországi szereplése alatt született.